# Erps-Kwerps

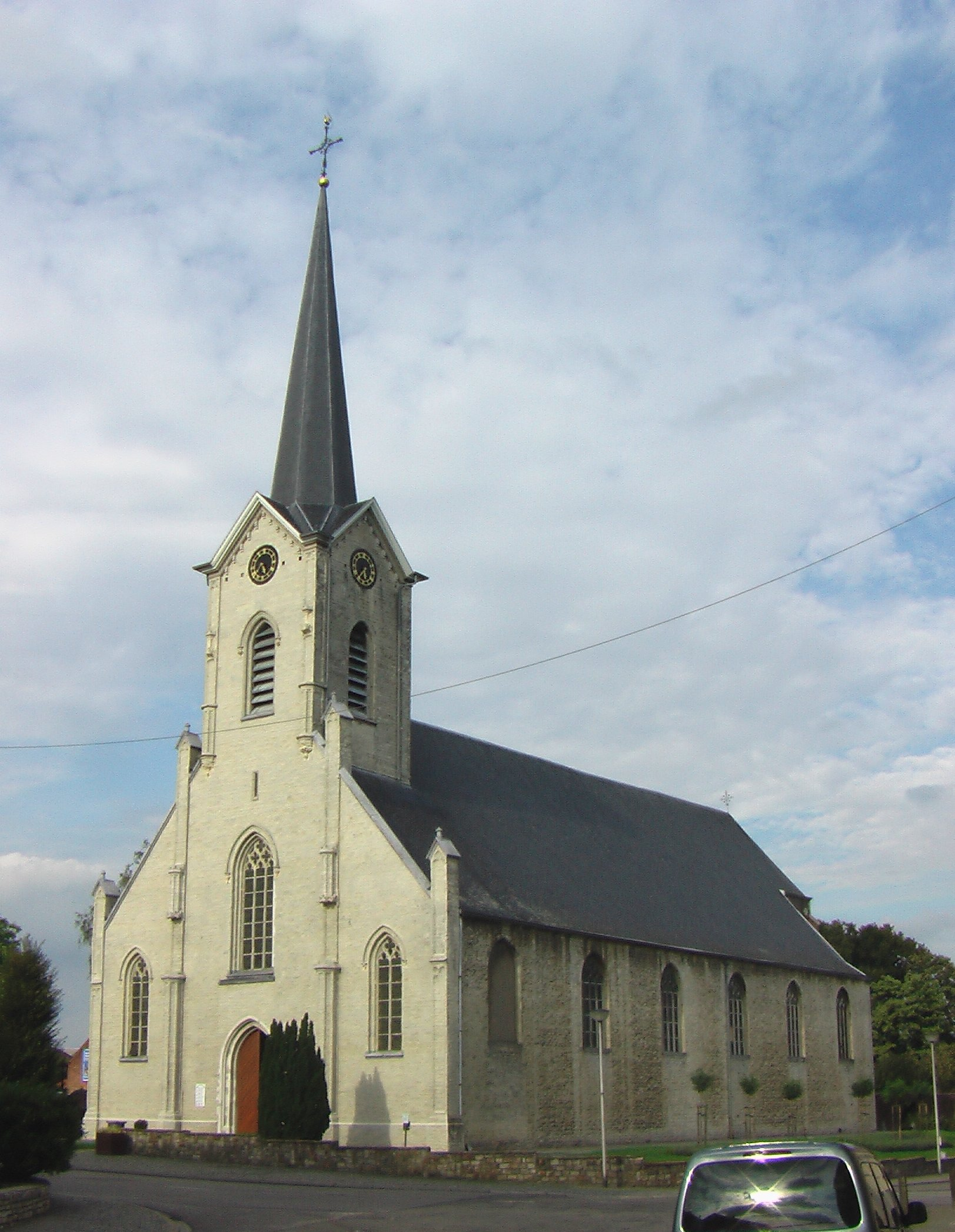
Sint-Amanduskerk Erps (1864)

Erps-Kwerps is een plaats in de Belgische provincie Vlaams-Brabant en een deelgemeente van de gemeente Kortenberg. Erps-Kwerps was een zelfstandige gemeente tot aan de gemeentelijke herindeling van 1977.

## Geschiedenis
Erps-Kwerps bestaat historisch uit twee aparte kernen: Erps en Kwerps (vroeger Querbs, iets later Querps). Kwerps ligt even ten oosten van Erps. Op de Ferrariskaarten worden beide dorpen aangeduid als twee verschillende parochies. Vandaag zijn beide kernen aan elkaar gegroeid, maar beide beschikken wel nog over een eigen kerk en centrum.
Beide dorpen vielen onder het ancien régime juridisch onder de meierij van Vilvoorde, in het kwartier van Brussel van het hertogdom Brabant. Na de Franse invasie werd Erps-Kwerps (onder de naam Erps) als gemeente ingedeeld bij het kanton Herent van het Dijledepartement. De beide kernen, in de Franse tijd Erps en Quarebbe genoemd, vormden samen tot 1977 een zelfstandige gemeente.

## Geografie
Erps-Kwerps heeft een oppervlakte van 1594 ha en is daarmee de grootste deelgemeente van Kortenberg. Naburige plaatsen zijn Steenokkerzeel, Nederokkerzeel (gemeente Kampenhout), Kortenberg, Veltem-Beisem (gemeente Herent), Meerbeek en Everberg. Het dorp bevindt zich in de Brabantse Groentestreek; er wordt vooral witloof geteeld. Ten noordoosten van Kwerps ligt het natuurgebied Silsombos.
Luchtfoto's:

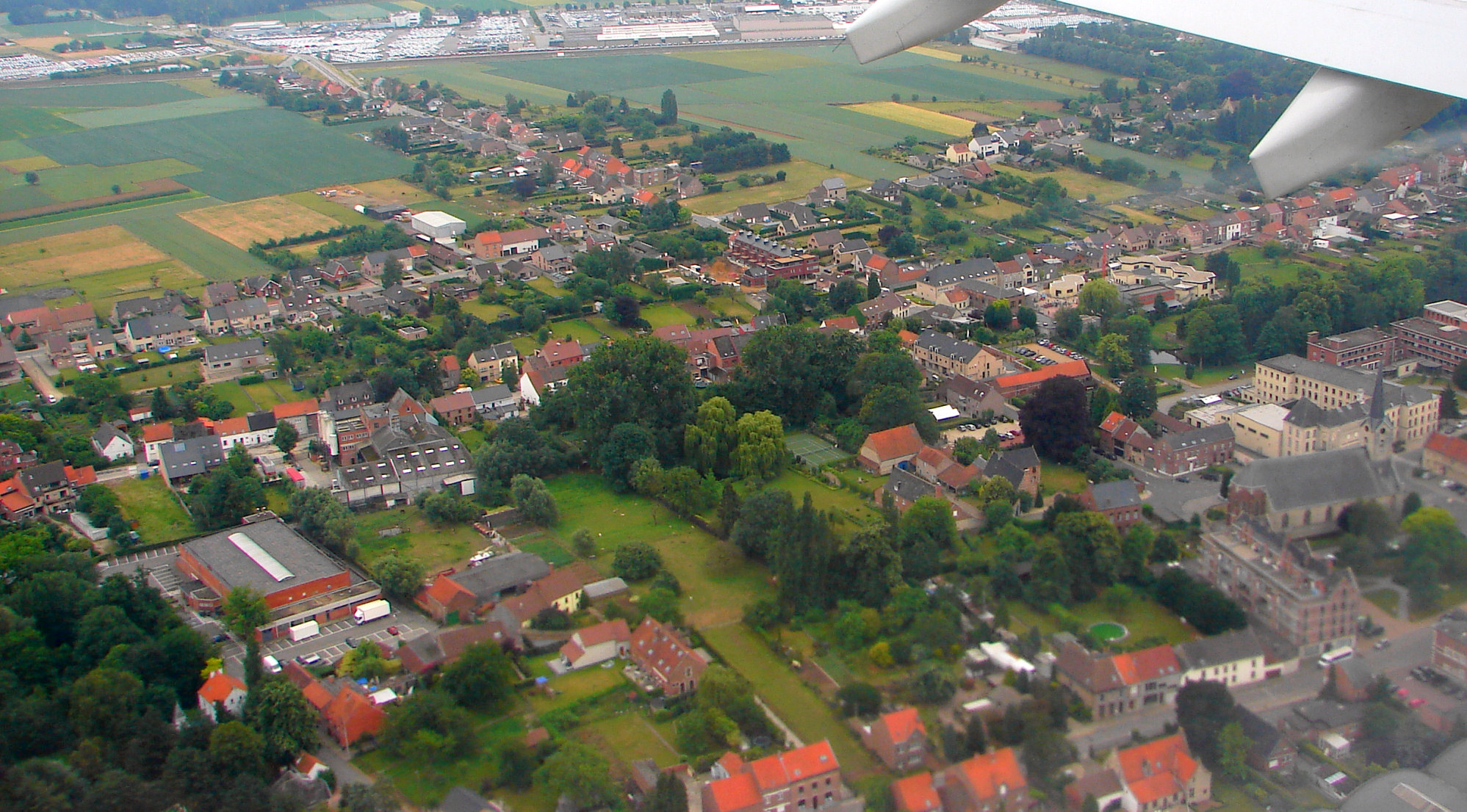
Het centrum in 2011
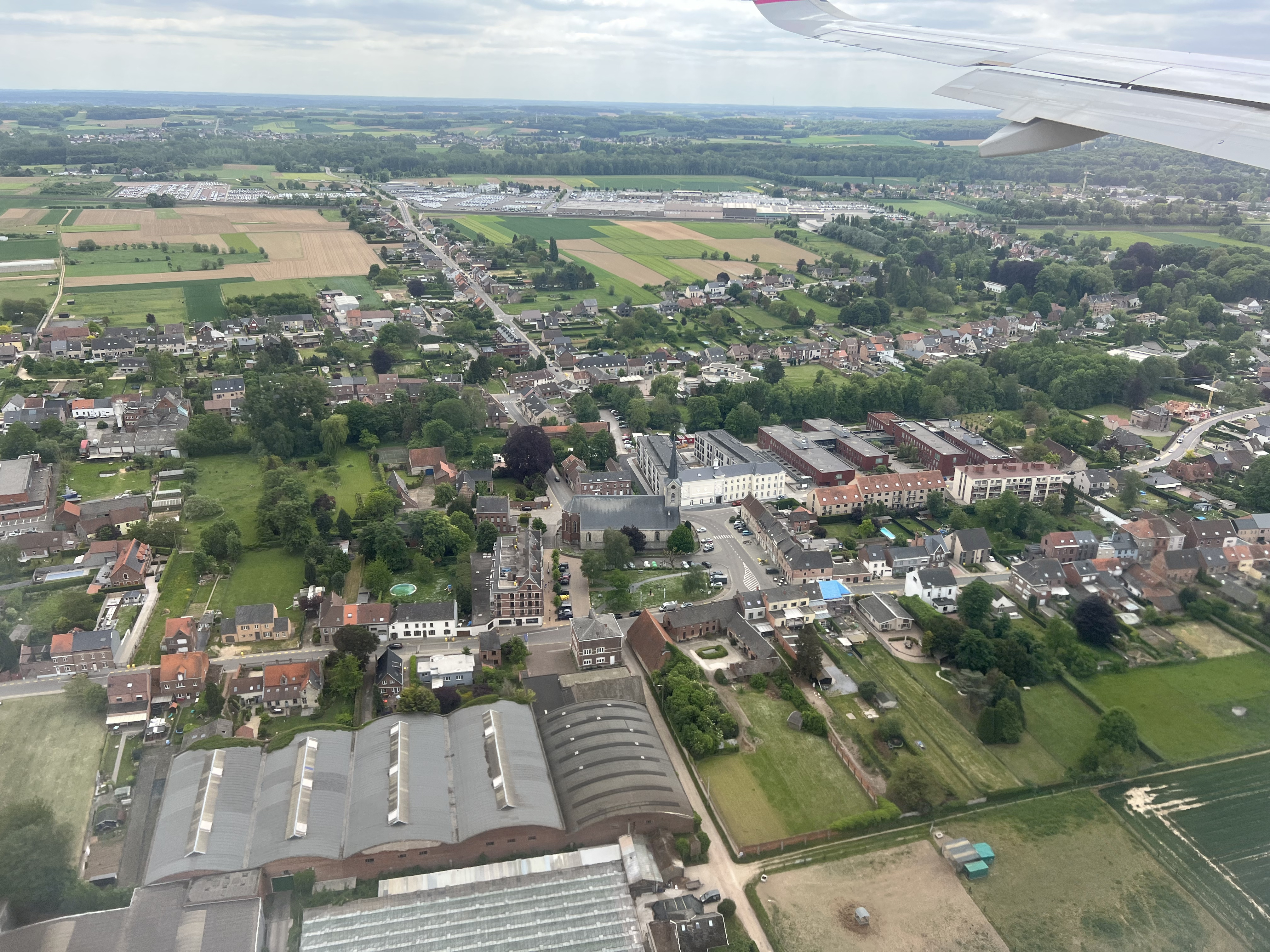
Het centrum in 2022
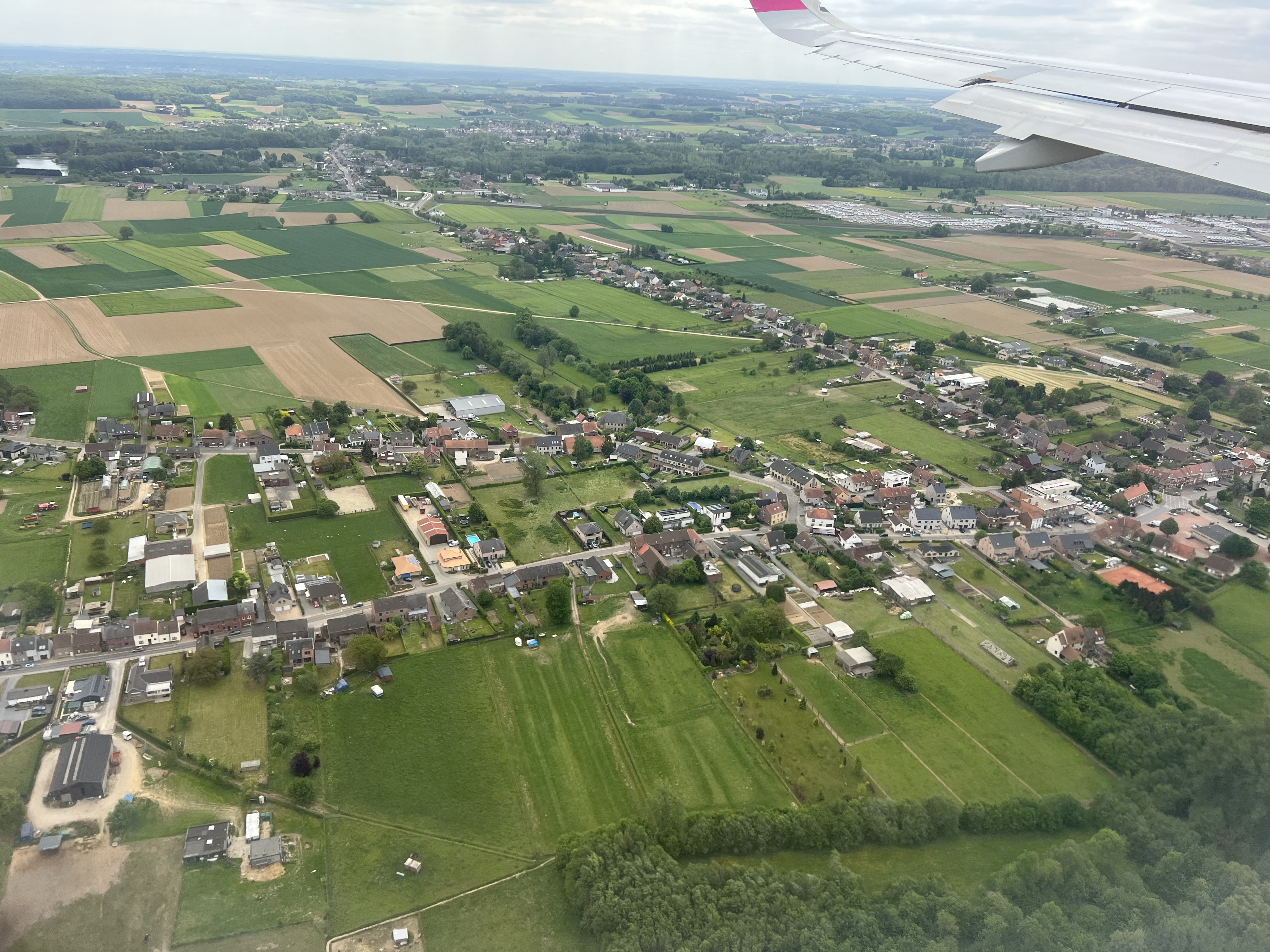
Het oosten van Erps-Kwerps

## Demografische ontwikkeling
- Bronnen:NIS, Opm:1831 tot en met 1970=volkstellingen; 1976 = inwoneraantal op 31 december

## Bezienswaardigheden
- De Sint-Pieterskerk van Kwerps heeft een 17e-eeuws koor en een laat-romaanse toren.
- De Sint-Amanduskerk van Erps is gebouwd in een neogotische stijl en is beduidend groter dan de Sint-Pieterskerk.
- Het oude gemeentehuis aan het Dorpsplein van Erps werd gebouwd in 1875 naar een ontwerp van de architect Alexander Van Arenbergh uit Leuven. Tegenwoordig (2020) wordt het gebouw gebruikt als groepspraktijk voor fysiotherapie.
- Klooster van de Dienstmaagden van Maria te Erps.
- Onze-Lieve-Vrouw van Goede Bijstandkapel te Erps.
- De waterburcht 'Hof ter Brugge' ligt op de grens van Erps en Kwerps en de huidige gebouwen dateren uit de 17de eeuw. De poorttoren is 18de-eeuws in een stijl die verwant is met het Franse classicisme: baksteen en zandsteen wisselen elkaar evenwichtig en sierlijk af. Het U-vormige complex was oorspronkelijk volledig met een gracht omringd, maar die werd in de 19de eeuw grotendeels gedempt. Het Hof ter Brugge is beter bekend als 'het Rattenkasteel' uit het gelijknamige Nero-album van Marc Sleen.

## Mobiliteit
Erps-Kwerps heeft een spoorwegstation aan de lijn Brussel-Luik (lijn 36).
Het dorp ligt in het verlengde van landingsbaan 07R/25L van de luchthaven Brussels Airport (Zaventem).

## Onderwijs
In Erps-Kwerps bevinden zich de gemeentelijke basisschool De Klimop en de Vrije Basisschool Mater Dei.

## Bekende Erps-Kwerpenaren
- Jean Meeus (1928), Belgische astronoom
- Tim Pauwels (1969), Belgische journalist
- Aster Vranckx (2002), Belgische profvoetballer